# Hráči karet
| Hráči karet                                                            |
| ---------------------------------------------------------------------- |
| Paul Cézanne                                                           |
|                                                                        |
| Newyorská verze, 1890–1892                                             |
| olej na plátně, 65,4 cm × 81,9 cm Metropolitan Museum of Art, New York |
|                                                                        |
| Verze ve Filadelfii, 1890–1892                                         |
| olej na plátně, 134,6 cm × 180,3 cm Barnes Foundation, Filadelfie      |
|                                                                        |
| Verze v soukromé sbírce, 1892–1893                                     |
| olej na plátně, 97 cm × 130 cm Katarská královská rodina               |
|                                                                        |
| Londýnská verze, 1892–1895                                             |
| olej na plátně, 60 cm × 73 cm Courtauld Institute of Art, Londýn       |
|                                                                        |
| Pařížská verze, 1894–1895                                              |
| olej na plátně, 47 cm × 56,5 cm Musée d’Orsay, Paříž                   |

Hráči karet (Les joueurs de cartes) je název série obrazů francouzského malíře Paula Cézanna. Jsou na nich zobrazeni muži, kteří u stolu hrají karty. V první polovině devadesátých let 19. století Cézanne namaloval pět různých verzí tohoto motivu, které se mimo jiné liší v počtu vyobrazených osob.
Čtyři z obrazů jsou vystaveny ve veřejných muzeích. Pátý byl po léta v soukromém vlastnictví řeckého sběratele Georgese Embiricose. Byl prodán katarské královské rodině krátce před jeho smrtí nebo po ní roku 2011. Kupní cena se v různých zdrojích udává na částky v rozmezí od 250 do 275 milionů dolarů. K únoru 2015 to byla druhá nejvyšší kupní cena zaplacená za obraz.

## Popis
První verze Hráčů, nyní v newyorském Metropolitním muzeu umění, zobrazuje na ploše 65,4 krát 81,9 cm tři zemědělce, kteří uvnitř domu hrají u stolu karty, zatímco další muž stojí v pozadí, kouří dýmku a sleduje hru. Osoby mají klidné tváře a jsou bez pohybu, takže obraz spíše připomíná zátiší. Sedící se sklánějí nad světlým stolem, u něhož každý z nich zaujímá jednu stranu; pohled na přední stranu stolu se zásuvkou zůstává volný. Na stole leží odehrané karty a dýmka. Všichni muži mají tmavé klobouky a kabáty. Prostředí je nejednoznačné: na pozadí je vidět jen světlá zeď, na níž visí další čtyři dýmky. Z pravé strany do obrazu zasahuje žlutá opona. Především levá část ve skutečnosti bílé nebo světle šedé stěny je obohacena dalšími barvami: zelené, modré a žluté tóny naznačují, že provensálské světlo sem padá dveřmi nebo oknem mimo viditelnou výseč prostoru.
Druhá verze, dnes ve sbírce Barnesovy nadace ve Filadelfii, je podobná té, která byla popsána výše, ale je podstatně větší, má 134,6 × 180,3 centimetrů. Postavy a jejich uspořádání převzal Cézanne s výjimkou drobností z předchozího obrazu. Pouze klobouk muže, který seděl proti divákovi, zmizel. Vpravo za tímto hráčem malíř rozšířil skupinu o další postavu: Sedí tam tmavovlasá osoba neurčitého pohlaví, žena nebo chlapec, s očima zavřenýma nebo upřenýma dolů. Stojící divák se posunul o něco dále do pozadí a zdá se, že se opírá o zeď. V horní polovině malby byly přidány další podrobnosti. Uprostřed stěny visí obraz se zlatým rámem, jehož spodní část vyčnívá do obrazu. V levém horním rohu je vidět okraj police s vázou.
Poslední tři verze se značně liší od svých předchůdců. Jsou si tak vzájemně podobné, že jsou často pojednávány jako jedna verze. Umělec se silněji soustředil na karetní hru, snížil počet hráčů na dva, po pravé a levé straně stolu, a odebral diváky i detaily v pozadí, takže zůstává jen to podstatné: dva muži se ponořili do karetní hry. Levý kouří dýmku a je trochu lépe oblečený s hnědým kloboukem podobným cylindru s okrajem ohnutým dolů. Sedí trochu skloněn, ale více vzpřímený než jeho protějšek. Šaty muže po pravici jsou světlejší a širší, jeho kratší klobouk má nahoru obrácený okraj. Pod oběma kabáty vystupují bílé košile. Na stole není nic než tmavá láhev vína uprostřed, která téměř splývá s pozadím. I velké světlé oblasti předchozích verzí zmizely. Stůl je načervenalé barvy, pozadí je také tmavší. Je rozostřené, ale stěna je blíže hráčům, takže zbývá menší prostor. Paletu barev ovládají okrové, šedé, hnědé a modré tóny.
Nejznámějším z těchto tří mladších obrazů je nejmenší a pravděpodobně poslední. Má rozměry 47 × 56,5 cm a je vystaven v pařížském Musée d'Orsay. Historik umění Meyer Schapiro popsal tento obraz jako „nejmonumentálnější a také nejrafinovanější“ ze série Hráčů karet. Formy se zde zjednodušily, styl malby je více zdrženlivý. Barevné odstíny pocházejí téměř výhradně z oblasti okru a dávají obrazu jednotný sépiový tón. Dokonce i hrací karty, v ostatních verzích jasně bílé, zde ztrácejí svou jasnost žluto-šedou příměsí a zařazují se do barevné škály díla. Kompozice obrazu se úplně vyhýbá přímkám. Deska a nohy stolu jsou stejně křivolaké jako láhev vína. Nicméně obraz nevyvolává v divákovi pocit mořské nemoci, protože každá křivá čára je vyvážena jinou. Příkladem mohou být opačně zakřivené klobouky nebo kapsy plášťů, které míří proti pažím hráčů.
Ostatní dvě verze jsou 97 × 130 cm a 60 × 73 cm velké. Jedna je v soukromém vlastnictví a druhá v londýnském Courtauld Institute of Art. Všechny obrazy této řady byly namalovány technikou olejomalby na plátně.

## Vznik a zařazení
Poslední dvě desetiletí 19. století představují období syntézy a konsolidace v Cézanneově díle. Umělec se rozhodně distancoval od svého dřívějšího impresionistického stylu malby a přiklonil se k vyváženým kompozicím, ve kterých stále častěji používal horizontální, vertikální a diagonální čáry pro strukturování povrchů. V tomto období tvořil více krajinomaleb a obrazů znázorňujících lidské postavy.
Pro obrazy Hráčů vytvořil Cézanne značné množství návrhových kreseb a přípravných prací. V roce 1890 začal pracovat na finálních verzích. Přesné datum dokončení každého obrazu není známo. Na počátku devadesátých let 19. století také vytvořil řadu portrétů kouřících mužů, které patří do souvislosti s Hráči karet.

Předběžné práce a související práce
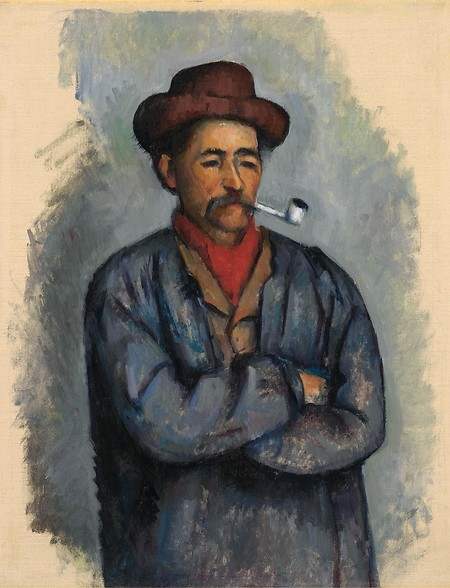
Kuřák dýmky (studie Hráčů karet) (1890–1892) olej na plátně, 39 × 30,2   cm Muzeum umění Nelson-Atkins
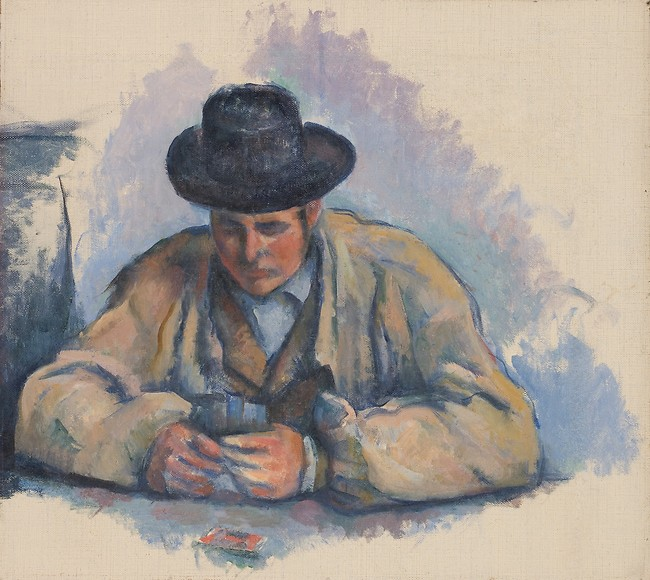
Studie Hráčů karet (1890–1892) olej na plátně, 32 × 35   cm, Worcester Art Museum
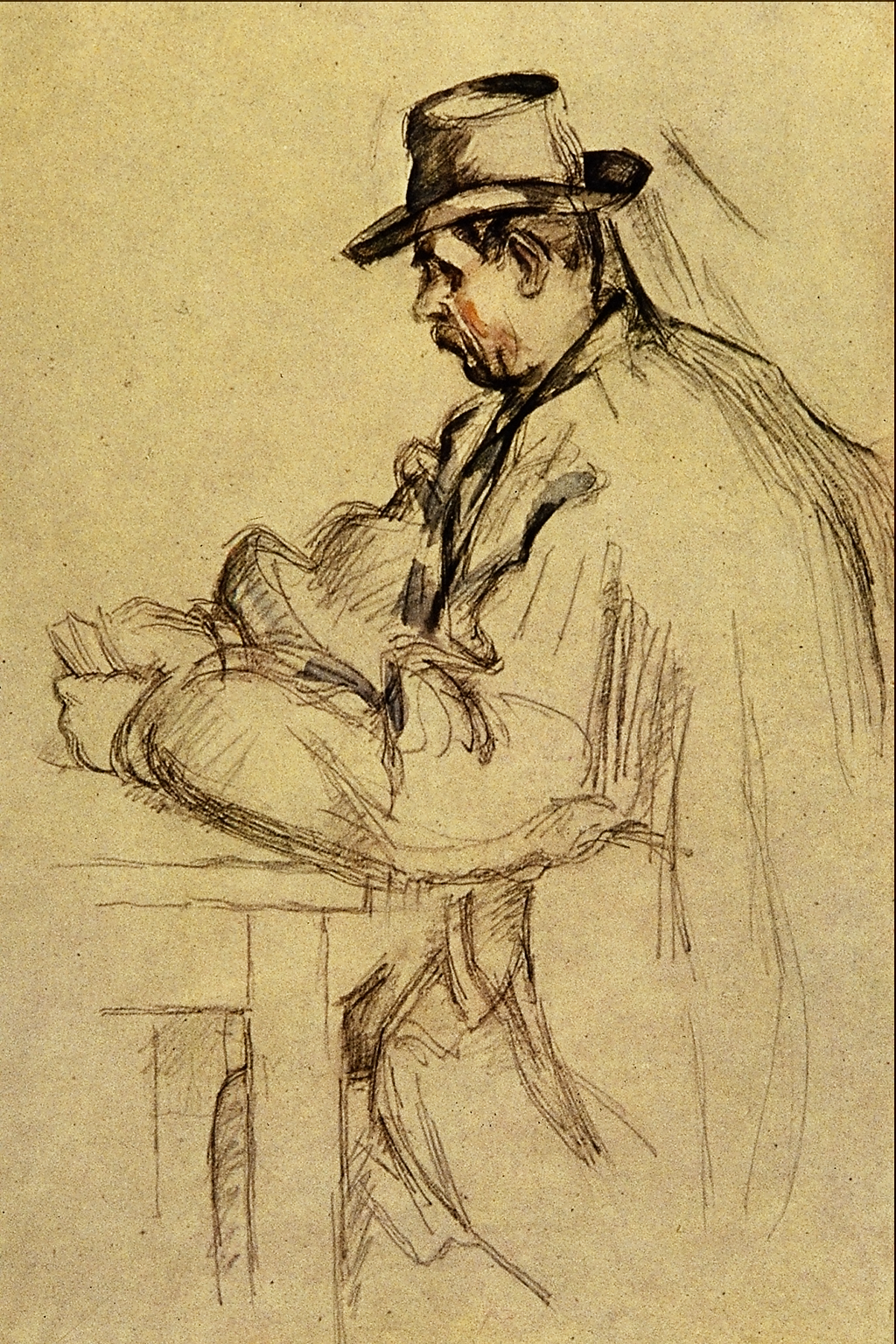
Studie Hráčů karet (1890–1892) tuha a akvarel na papíře, Rhode Island School of Design Museum
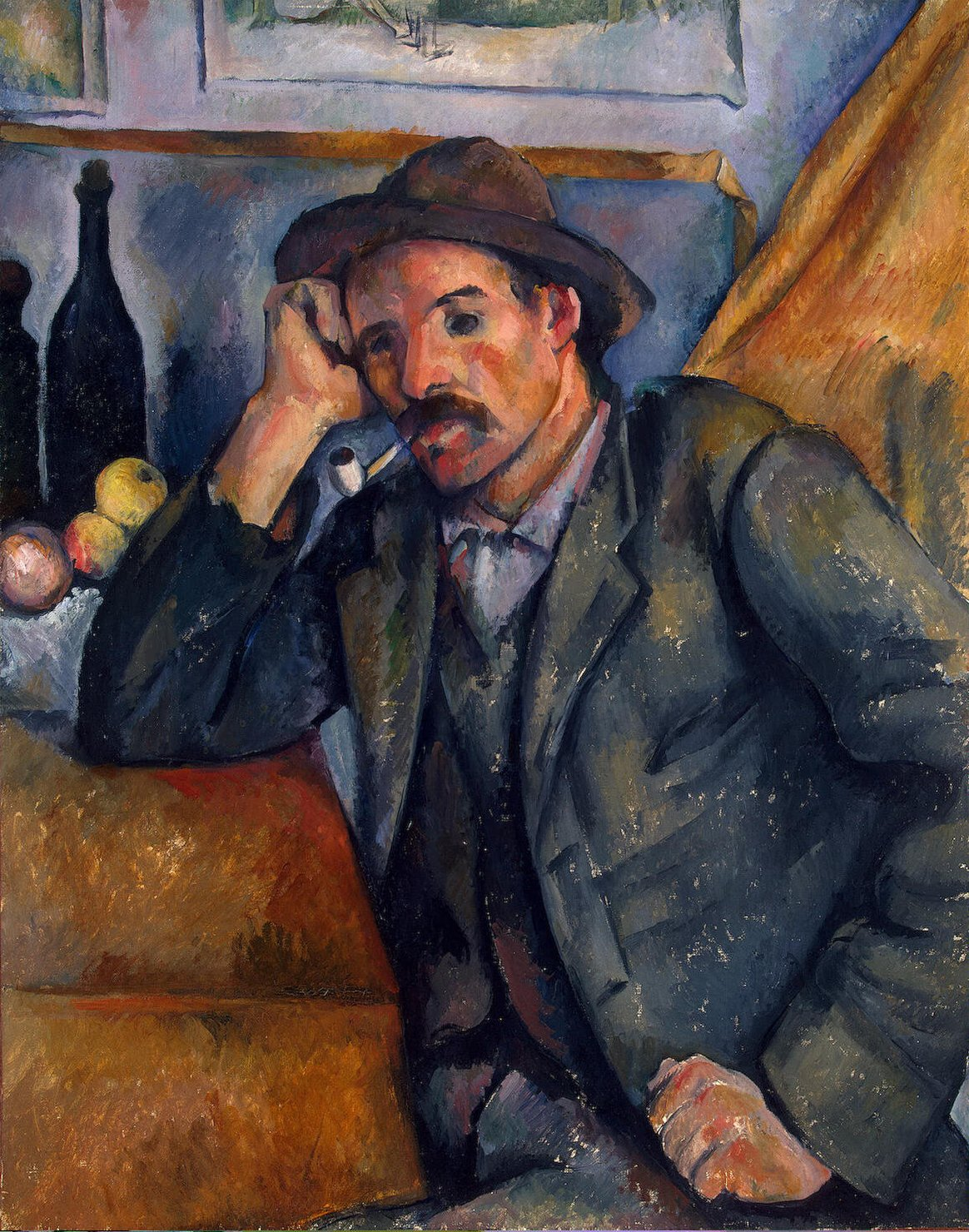
Kuřák dýmky (kolem roku 1890) olej na plátně, 90 × 72   cm, Ermitáž
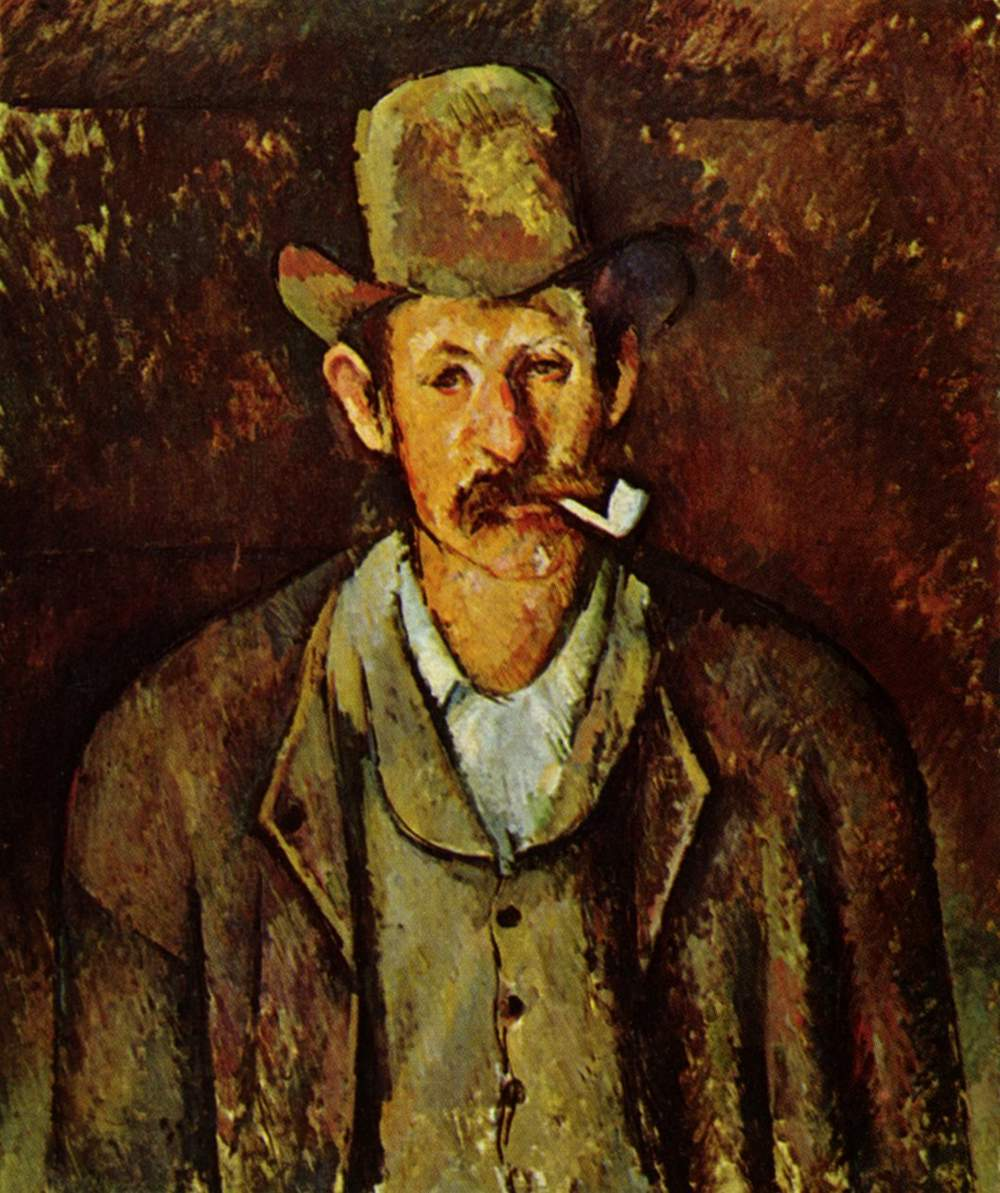
Kuřák dýmky (cca 1892) olej na plátně, 73 × 60   cm, Courtauld Institute of Art
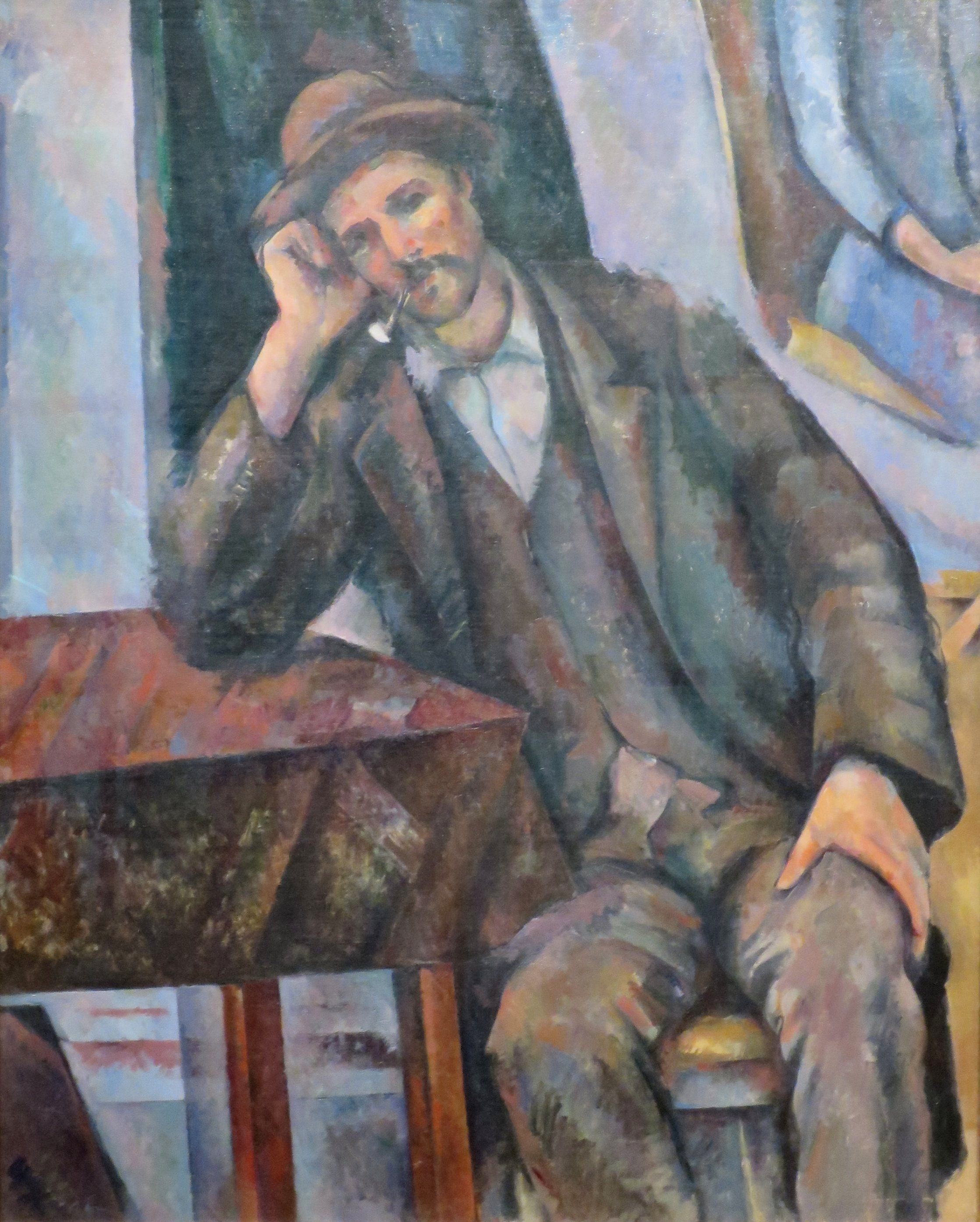
Kuřák (1890–1892) olej na plátně, 72 × 91   cm, Puškinovo muzeum

Muže, kteří se na těchto obrazech objevují, znal Cézanne osobně: byli to dělníci na statku jeho rodiny v Aix-en-Provence.
Zatímco po dlouhou dobu převládalo přesvědčení, že Cézanne nejprve vytvořil největší malbu, a poté si v průběhu řady volil menší a menší formáty, rentgenové a infračervené snímky na počátku 21. století ukázaly pod viditelným povrchem verze z Metropolitního muzea kresby tuhou, z nichž některé měly charakter zjevných črt, na kterých pak malíř usilovně pracoval s olejovou barvou. To vedlo k závěru, že Cézanne se zde pokoušel uspořádat tvary, které lze pak vidět na větší verzi z Barnesovy sbírky.
Hráči karet se považují za jednu z hlavních řad Cézannových děl z počátku devadesátých let 19. století. Současně představují most mezi touto fází a posledním tvůrčím obdobím umělce. První dvě verze motivu stále vykazují vliv Gustave Courbeta, kterým byla ovlivněna předchozí Cézannova práce. Pozdější tři verze se od této tradice jasně oprošťují a jsou považovány za předchůdce kubismu. Historik umění Richard Dorment souhrnně uvádí: „Cézannova série Hráči karet je klíčová pro jeho práci mezi roky 1890 a 1895 a je předehrou k explozi tvůrčích výsledků jeho posledních let.“

## Další osudy
Verze z Musée d'Orsay byla ukradena spolu s dalšími sedmi Cézannovými obrazy v srpnu 1961, když byla zapůjčena na výstavě v Aix. Francie tehdy na připomenutí ztráty vydala pamětní známku s tímto obrazem, nejcennějším z ukradených. O několik měsíců později byly po zaplacení výkupného obrazy znovu nalezeny.
Verze ze soukromé sbírky řeckého rejdaře Georga Embiricose byla krátce před jeho smrtí roku 2011 nebo nedlouho po ní prodána katarské královské rodině za sumu kolem 250 milionů amerických dolarů, což tehdy byla nejvyšší cena zaplacená kdy za jeden obraz.